# Carme Salvador
Carme Salvador   (Burjassot, dècada del 1950) és una activista social, mare de Guillem Agulló i Salvador, jove antifeixista assassinat l'any 1993.
L'any 2020, Carme Salvador, conjuntament amb el seu marit Guilem Agulló Lázaro, va ser guardonada amb la Creu de Sant Jordi, pel seu compromís amb la lluita antifeixista i per combatre el creixement de l'extrema dreta, després de la mort del seu fill a mans d'un militant neonazi.